# Tim und die Picaros
Tim und die Picaros (französischer Originaltitel: Tintin et les Picaros) ist der 23. Tim-und-Struppi-Band und auch die letzte vollendete Geschichte vom belgischen Zeichner Hergé. Das Album wurde 1976 das erste Mal veröffentlicht.

## Handlung
Die Handlung beginnt auf Schloss Mühlenhof, als Kapitän Haddock seinen geliebten Whisky vor Tim und Struppi für ungenießbar erklärt. Daraufhin sehen sie im Fernsehen, dass die berühmte Sängerin Bianca Castafiore in San Theodoros angekommen ist. Am nächsten Morgen lesen sie in der Zeitung, dass jene wegen Verschwörung gegen das Staatsoberhaupt verhaftet worden sei. Zur selben Zeit kommen Zeitungsjournalisten ins Schloss und geben wieder, dass auch Tim & Co. an der Verschwörung gegen General Tapioca beteiligt sein sollen. Tim, Haddock und Bienlein sind darüber erstaunt und halten es für Unsinn. Haddock greift abermals zum Loch Lomond-Whisky und hält ihn als Einziger noch immer für ungenießbar.
Der Staatschef General Tapioca lädt Haddock, Tim und Bienlein nach San Theodoros ein, um die Affäre zu klären. Tim wittert dahinter eine Falle. Haddock jedoch fühlt sich an seiner Ehre gepackt und reist zusammen mit Bienlein nach San Theodoros. Tim, der die komplette Sache merkwürdig findet, bleibt mit seinem Hund Struppi auf Schloss Mühlenhof.
Nachdem der Kapitän mit dem Professor am Ziel angekommen ist, werden die beiden von einem Empfangskomitee begrüßt und in einer abgelegenen Villa für Staatsgäste untergebracht. Zunächst ist er vom Luxus und der freundlichen Unterbringung begeistert, merkt jedoch bald, dass er und Bienlein Gefangene in einem goldenen Käfig sind. Das Treffen mit General Tapioca wird von den Behörden hinausgezögert.
Hinter dem Plan, Haddock, Bienlein und Tim nach San Theodoros zu locken, steckt der bordurische Oberst Sponsz, der sich für seine Blamage im Zusammenhang mit dem Fall Bienlein rächen will. Tim hatte sich Sorgen um Haddock und Bienlein gemacht, war ihnen nach San Theodoros nachgereist und befindet sich nun mit Haddock und Bienlein in der Villa. In der Villa taucht plötzlich Pablo auf, ein alter Bekannter Tims, der diesem in San Theodoros einmal das Leben rettete (siehe: Der Arumbaya-Fetisch). Dieser berichtet von einem Komplott: Die Regierung Tapioca wolle Haddock, Bienlein und Tim bei einem fingierten Überfall auf das Gästehaus erschießen lassen und die Tat den Picaros in die Schuhe schieben. Die Picaros sind eine Guerilla-Truppe unter Führung des General Alcazars, die vom Dschungel aus gegen die Regierung Tapioca kämpft. Er rät den Freunden, bei einem Ausflug in den Dschungel (zu von Hergé Maya-Pyramiden nachempfundenen Bauwerken, die im Text als Erbe der fiktiven Pazteken beschrieben werden) zu fliehen und sich den Picaros anzuschließen.
Nachdem General Alcazar, die Freunde abgeholt hat, merkt Tim, dass Pablo als Doppelagent fungiert hat und ihn und General Alcazar in eine Falle gelockt hat. Tim kann sich und General Alcazar in letzter Sekunde retten und flieht mit diesem in den Dschungel.
Im Dschungel trifft die Gruppe auf Ridgewell, den Tim auf einer früheren Reise kennengelernt hat, und verbringt eine Weile bei den Arumbayas. Schließlich erreicht die Gruppe das Lager der Picaros. Diese sind schwerst alkoholabhängig, und mit ihnen ist keine Revolution zu machen. Professor Bienlein gibt vor Haddock und Tim bekannt, wieso dem Kapitän sein Whisky nicht mehr geschmeckt hat: Er hat in Haddocks Essen eine selbstentwickelte Pille getan, die Alkohol ungenießbar macht.
Als Tim erfährt, dass Schulze und Schultze als Teilnehmer der angeblichen Verschwörung hingerichtet werden sollen, entschließt er sich, Alcazar bei seinem Putsch zu unterstützen. Er ringt dem General aber vorher das Versprechen ab, niemanden hinrichten zu lassen. Bienlein behandelt die Picaros mit den Pillen, um diese auszunüchtern.
Durch Zufall erreicht die Karnevalstruppe von Fridolin Kiesewetter das Picaro-Lager. Alcazar gibt ein Fest, bei dem die Picaros aber dank der Pillen nüchtern bleiben. So können sie am nächsten Morgen mit dem Bus und den Kostümen der Karnevalstruppe in die Hauptstadt aufbrechen, während die europäischen Gäste ihren Rausch ausschlafen.
Am nächsten Tag, am Karneval, schleichen sich die Picaros kostümiert ins Schloss Tapiocas und zwingen ihn zur Übergabe der Macht. Durch diese Aktion wird die Hinrichtung von Schulze und Schultze verhindert sowie die Gefangenschaft Castafiores aufgehoben. Alcazar herrscht wieder. Tim, Haddock und Bienlein kehren nach Europa zurück.

## Entstehung
Seit nunmehr 40 Jahren zeichnete Hergé Tim und seine „Familie“. Die Verantwortung für seinen Helden und Sohn – nichts anderes war Tim in dieser Zeit für ihn geworden, denn Kinder hatte Hergé keine – war immer eine große Last für ihn gewesen. Immer wurden von Hergé weitere und bessere Geschichten über seinen Helden erwartet. Dies belastete ihn schon lange und schlug sich direkt in der schlechter werdenden Gesundheit des Zeichners nieder. Während des vorhergehenden Bandes Flug 714 nach Sydney war er 60 geworden. Er hatte damit eigentlich keine Eile, Tim in ein neues Abenteuer stürzen zu lassen.
Eigentlich sollte dieses Abenteuer „Tim und die Bigotudos“ (spanisch für schnauzbärtig) heißen, da die Guerillakämpfer Kubas ihre Bärte nicht mehr stutzten. Das Emblem Borduriens ist hier mit Bärten ausgestattet.
Die Idee zur neuen Geschichte schwirrte ihm zwar schon lange vor, aber zunächst wollte er einmal selber eine Reise unternehmen, statt sie nur immer zu zeichnen. Er reiste in den amerikanischen Westen zu den Sioux (deren Zerfall durch Ausbeutung und Alkohol er feststellen musste) und nach Taiwan. Dazu bereiste er auch diverse Länder Europas: England, die Schweiz, Griechenland, Italien. Hergé ist vom Welten-Zeichner zum Weltreisenden geworden. Seinem Helden geht es umgekehrt: Anders als in Tim in Tibet ist es diesmal erstaunlicherweise Tim, der nicht schon wieder verreisen will.
Tim will sich auch etwas „jünger“ präsentieren und trägt jetzt lange braune Jeans statt der zeitlosen Knickerbocker der vorhergehenden Alben. Er praktiziert auch Yoga und trägt ein „Peace“-Symbol an seinem Mofahelm. Tim hat sich auch vom kämpferischen Idealisten zum Realisten gewandelt, denn er begreift, dass er nicht alles Unrecht der Welt besiegen kann. Der Band enthält diverse sozialkritische Andeutungen, etwa den Totalitarismus Borduriens oder die Machenschaften großer internationaler Konzerne. Die „International Banana Company“ unterstützt Alcazar und die Whiskymarke Loch Lomond übernimmt die Schirmherrschaft über den Karneval, um die Picaros und die Arumbayas mit Alkohol außer Gefecht zu setzen – ähnlich wie es die Einwanderer mit den Indianern Amerikas getan hatten, wie Hergé zuvor selber erfahren hatte. Hergés Kritik an diesen Umständen ist offensichtlich.
Aktiv an der neuen Geschichte zu arbeiten begann Hergé erst 1973. Zwischenzeitlich hatte er die Überarbeitung von Die schwarze Insel überwacht sowie die Entwicklung der beiden Zeichentrickfilme zu Der Sonnentempel und Tim und der Haifischsee begleitet. Die Umsetzung der Trickfilmprojekte war eher enttäuschend.
In dieser Geschichte kommen viele bekannte Personen zu neuen Ehren. Als Tims Gegenspieler figurieren General Tapioca und Oberst Sponsz alias Oberst Esponja. Eine wichtige Rolle spielt Ex-General Alcazar, den Tim schon vor langer Zeit kennengelernt hatte. Diesmal führt er eine Guerilla-Truppe an. Alcazar hat inzwischen geheiratet, praktischerweise die Tochter des Waffenhändlers Basil Bazaroff aus Der Arumbaya-Fetisch, was ihm angeblich die Beschaffung neuer Kriegsgeräte vereinfacht. Diese entpuppt sich jedoch als regelrechter Drachen; mit Lockenwicklern im Haar und einer großen Zigarre im Mund kommandiert sie ihren Mann herum und beschwert sich permanent. Immer mit der Mode hingegen geht Bianca Castafiore, die sogar nach der Entlassung aus dem Gefängnis perfekt frisiert und gekleidet erscheint. Auch an Schmuck geizt sie nie.
Auch in seinem letzten vollendeten Abenteuer versuchte Hergé, die Umgebung in seiner Geschichte möglichst realistisch darzustellen. Die Möbel im „Gästehaus“ das die Freunde bewohnen müssen, sind einem Katalog von Roche Bobois sowie der Zeitschrift Maisons françaises nachempfunden. Die fiktive Hauptstadt von San Theodoros, Tapiocapolis, ist Belo Horizonte nachempfunden, die im Urwald aus dem Boden gestampft wurde. Wie über alle seine Handlungsorte besaß Hergé auch über diese Stadt viele Aufzeichnungen und Bilder in seinem Archiv. Die Skulpturen von Marcel Arnould und die Gemälde von Serge Poliakoff finden sich wieder.

## Sonstiges
- In diesem Album wird das erste und einzige Mal – solange man das unvollendete Album Tim und die Alpha-Kunst nicht mitzählt – Kapitän Haddocks Vorname verraten: Archibald.
- Hergé zeichnete zunächst die ersten beiden Bilder in einer Sommerlandschaft. Da die Handlung jedoch kurz vor dem Karneval spielt, wurden diese Szenen später in eine Winterlandschaft gezeichnet.
- In einer Karnevalsmenge hat Asterix einen Auftritt,  wie später Schulze und Schultze in Asterix bei den Belgiern.(weiter treten auf Micky Maus, Snoopy, Zorro und Groucho Marx)
- Um auf die 62 Seiten zu kommen, entfernte Hergé eine Seite: Hier unterhält sich Sponsz mit Alvarez und beschädigt aus Versehen eine Büste von Plekszy-Gladz. Sponsz, der nicht will, dass dies jemand erfährt, herrscht Alvarez an, niemanden davon zu berichten und die „schlampige Putzfrau zu entlassen, die für diese Beschädigung verantwortlich sei“. Die Szene wurde später von Hergé veröffentlicht, um zu demonstrieren, wie ein Comic entsteht.
- Die Picaros gehen sowohl auf die Tupamaros als auch auf die Contras zurück. Die Hallodris vom Karneval wurden inspiriert von den „Gilles“ von Binche.[3]
- Das Unternehmen ITT beschwerte sich, da das Emblem „TIT“ auf einem der Dächer der Arumbajas thronte.[4]